# J'hayber
J'hayber és una marca valenciana de calçat esportiu caracteritzat per la seva durabilitat i confort, fundada el 1972 a Elx, amb una facturació el 2020 de quinze milions d'euros.

## Història
Els orígens de l'empresa es remunten a l'any 1923 quan Rafel Bernabéu Fernández va fundar una empresa d'espardenyes. El 1972, els seus fills, Rafael i Mariano Bernabéu, van decidir ampliar i diversificar Siober i es van unir a dos empresaris més per calçar el temps de lleure de les persones: Jesús Múrcia, de J'Hay, i Vicente Quiles, de Viqui. El 1991 l'empresa va ser pionera en la protecció i conservació del medi ambient, eliminant el cautxú de la seva producció. El 1996 va crear J'hayber Works, una línia de calçat de seguretat destinada a la protecció en l'àmbit laboral. D'ençà el 2008 J'hayber s'ha introduït en el món del pàdel, on no només fabrica calçat sinó que també fa raquetes, roba esportiva i pistes.